# 信書隠匿罪
信書隠匿罪（しんしょいんとくざい）は、日本の刑法の第二編第四十章｢毀棄及び隠匿の罪｣に規定された犯罪類型の一つ（刑法263条）。

## 客体
本罪は「他人の信書」を客体とする。
「他人の信書」とは、他人の所有する信書という意味であり、発信者が他人である必要はない。
「信書」とは、人から人に宛てた意思を伝達するための文書のことをいう。信書としての用途が果たされた時点で、信書ではなくなる。なお、信書開封罪（刑法133条）の場合とは異なり、本罪の「信書」には封緘されていないもの（ハガキ、葉書など）も含む。

## 行為
本罪は「隠匿」を構成要件的行為とする。
一般的な毀棄罪（文書等毀棄罪や器物損壊罪）の実行行為である「毀棄」｢損壊｣については、文書又は物一般の効用を害する一切の行為が含まれる（効用喪失説）と理解するのが通説的見解であり、文書又は物一般に対する隠匿行為も「毀棄」や「損壊」の一態様に含まれる。そのため、本罪の固有の適用範囲が問題となる。信書の隠匿行為のみ処罰を軽微にするための規定と考える見解もある一方で、「隠匿」を二つの類型に分類し、本罪でいう「隠匿」とは、文書等毀棄罪や器物損壊罪が成立しうる程度の「隠匿」（損壊の一態様）に至らない軽微なものを指すと見解もある。
毀棄罪の実行行為につき、物質的な損壊に限定する見解を前提とすると、信書隠匿罪は信書の毀棄とは別に隠匿行為も独自に処罰の対象とするための規定であるという説明がなされる。

## 法定刑
本罪の法定刑は、6月以下の懲役若しくは禁錮又は10万円以下の罰金若しくは科料である。

## 親告罪
本罪は告訴がなければ公訴を提起することができない親告罪である（刑法264条）。本罪により侵害される法益は軽微な個人的法益にすぎないと理解されているからである。

## 備考
早くから植松正など、複数の論者により立法論上の疑義が呈されており、改正刑法草案においては、本罪に相当する規定は見られない。

## 参考書籍
- 団藤重光『刑法綱要各論（第3版）』（創文社、1990年）
- 西田典之『刑法各論』（弘文堂、1999年）
- 佐久間修『刑法各論』（成文堂、2006年）
- 城下裕二「損壊概念」（『刑法の争点』（有斐閣、2007年）216頁所収）